# بادولاتوسا
بادولاتوسا (به اسپانیایی: Badolatosa) یک دهستان در اسپانیا است که در سبیا واقع شده‌است. بادولاتوسا ۴۸ کیلومتر مربع مساحت دارد ۲۳۶ متر بالاتر از سطح دریا واقع شده‌است.